# Erbsenmuster

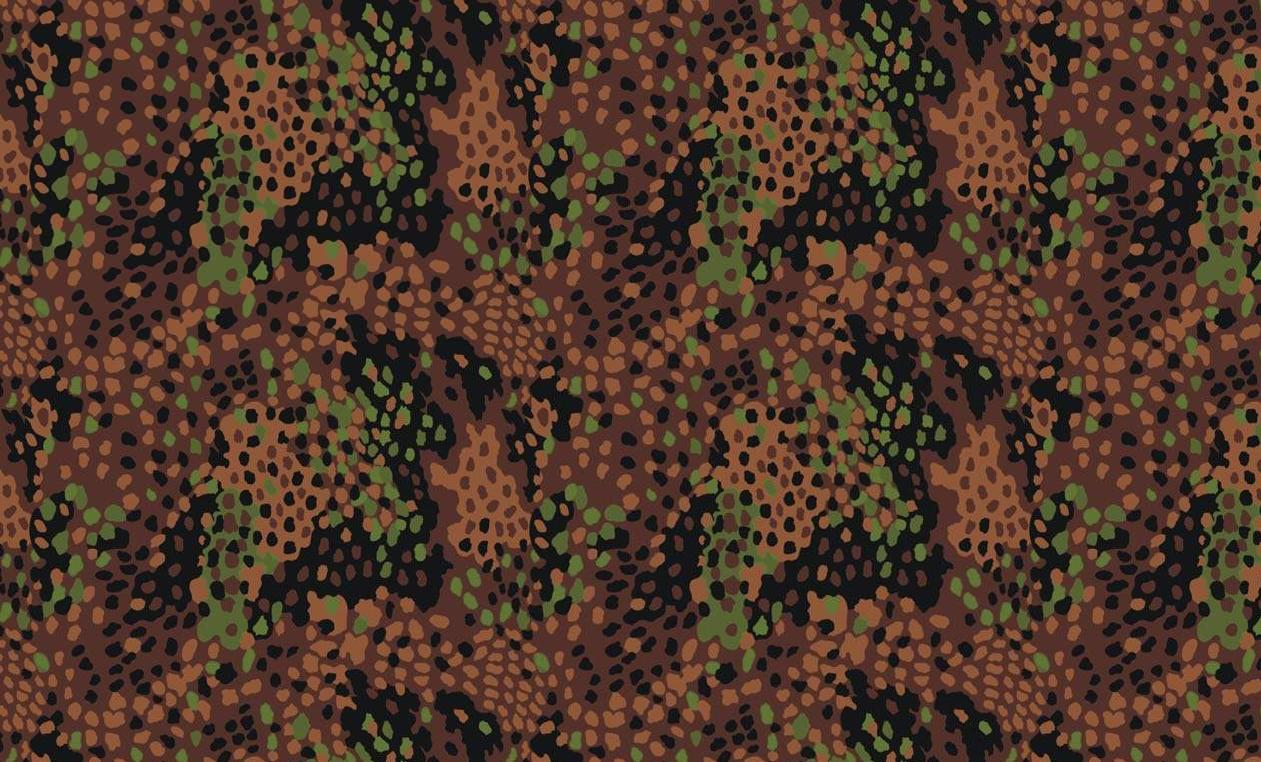
Motif Erbsenmuster

L'Erbsenmuster, ou motif des pois, fait partie d'une famille de motifs de camouflages allemands de la Seconde Guerre mondiale, qui aurait été conçue par Johann Georg Otto Schick et diffusée pour la première fois aux Waffen-SS en 1944. Le motif comporte cinq couleurs, le brun pâle, le brun foncé, le vert, le vert olive et le noir, disposées en petites zones arrondies parsemées sur de grandes zones irrégulières.

## Développement
Ce motif a été développé à partir de l'Eichenlaubmuster, le motif de la feuille de chêne. Son style est assez différent des précédentes blouses de camouflage allemandes : contrairement à elles, il n'est pas réversible.
Il s'agissait d'un uniforme à deux pièces qui pouvait être porté seul par temps chaud ou par-dessus un autre uniforme ; le motif de camouflage devait être efficace tout au long de l'année.

## Source
- (en) Cet article est partiellement ou en totalité issu de l’article de Wikipédia en anglais intitulé « Erbsenmuster » (voir la liste des auteurs).